# Le Ban-Saint-Martin
Le Ban-Saint-Martin är en kommun i departementet Moselle i regionen Grand Est (tidigare regionen Lorraine) i nordöstra Frankrike. Kommunen ligger i kantonen Woippy som tillhör arrondissementet Metz-Campagne. År 2022 hade Le Ban-Saint-Martin 4 637 invånare.

## Befolkningsutveckling
Antalet invånare i kommunen Le Ban-Saint-Martin
| Referens: INSEE |